# Afsnit 2 af Casper & Mandrilaftalen
"Afsnit 2 af Casper & Mandrilaftalen" er det andet afsnit af DR2s tv-sketchprogram Casper & Mandrilaftalen fra 1999. Afsnittet blev sendt første gang onsdag den 3. marts 1999.

## Afsnit 2

### Advarsel
"I dette program vises, hvordan man anvender engelsk salt, amerikansk olie og indisk bomuld i den daglige husholdning."

### Cold open
Casper laver en aftale med mandrillen: en kasse hestekastanjer og en Fiskars rive for ikke at vise afslørende optagelser af Casper i Herlev.

### Resumé
- Casper læser fanbrev

- Smokie Spartacus får spørgsmålet "Hvad er kvadratroden af 1000?"

- Casper fortæller om sin "verrüchte" dag – vågner, ser tukan spise al Biker Jens' udstråling, tænker "Hvad gør jeg?", tager en salonriffel, er bange for at ramme tukanen og undlader at skyde.

- De aktuelle nyheder: retssagen mod Clark Olofsson, Team Acceptcard har trukket sig fra cykelløbet Vuelta a la Argentina og tyveknægte har stjålet frimærker til en samlet værdi af 1,5 millioner kroner.

- "Jeg har kun én ting at sige til dig, Kurt" til Gloria Gaynor's I Will Survive

- Gæst i studiet: Niels Jørgen Steens lillebror, Kenneth

- Casper gennemgår, hvordan idéen bag madpyramiden kan bruges i flere dele af livet

- Gæst i studiet: Den næstsidste mohikaner, Laughing Eagle

- Interview med Tina Turners mor (Kenneth)

- Brandvarme nyheder: Fortune Cookies med spådomme af Taxa-tøsen, DSB udskriver nu bøder på op til 800 kr. til folk, der glemmer, hvad det var de ville sige, og danske skolebørn er blandt Europas allerdårligste til at håndtere beriget uran

### Programoversigt
| KL. 23:30 | LÆSE FORKERT PROGRAMOVERSIGT                                                                 |
| KL. 23:31 | KIG I KAMERAET OG SIG KAMIKAZE TV                                                            |
| KL. 23:32 | KENDTES SØSKENDE                                                                             |
| KL. 23:37 | KOMMER EN NAZIST BYGGET AF M&M IND OG DANSER SQUAREDANCE                                     |
| KL. 23:40 | DET UKENDTE MEDLEM AF RUNDMC RINGER OG SPILLER ALT HVAD LENE SIEL HAR INDSPILLET PÅ TROMBONE |
| KL. 23:45 | UGH! (INDIANER MED MERE)                                                                     |
| KL. 23:50 | MARLENE SCHWARTZ SLIBER ALLAN SIMONSENS RULLESKØJTER                                         |
| KL. 23:55 | JEG ANMELDER AL DEN MAD KIPKETER HAR SPIST I '98                                             |
| KL. 24.00 | TAK FOR IDAG                                                                                 |

### Afslutning
"I skal kigge med igen på fredag [...] for der vil der være en fantastisk scene, hvor jeg serverer en dejlig ostefondue direkte fra Lillebrors hoved."
"Ses vi? Det tror jeg nok vi gør."